# 西里尔·吉尔
西里尔·吉尔（英語：Cyril Gill，1902年4月21日—1989年9月1日），英国男子田径运动员，主攻短跑。他曾代表英国参加1928年夏季奥林匹克运动会田径比赛，获得男子4×100米接力铜牌。